# ビル・ボウリー

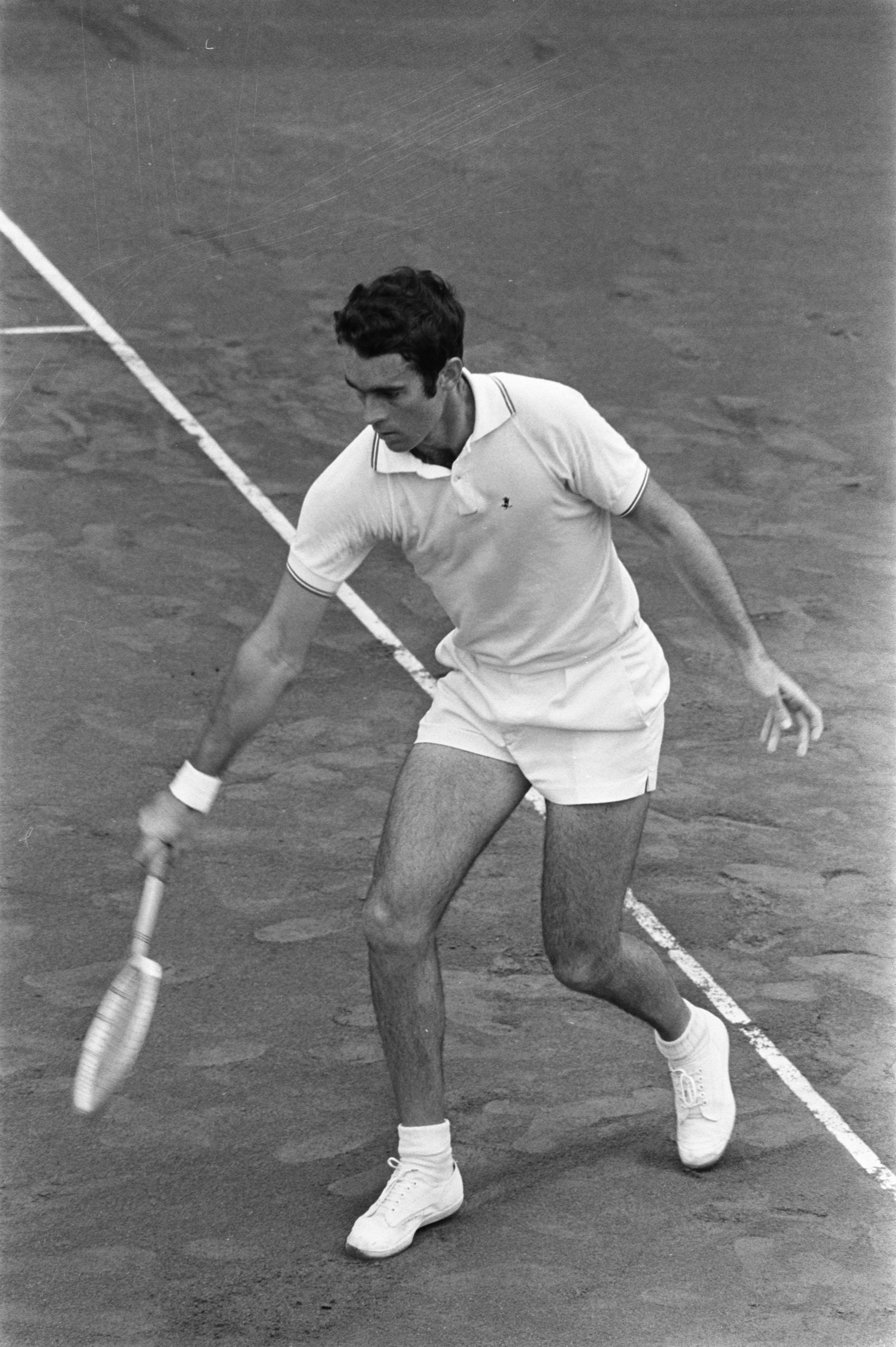
ビル・ボウリー

ウィリアム・ボウリー（William Bowrey、1943年12月25日 - ）は、オーストラリア・シドニー市出身の男子テニス選手。
彼のフルネームは William Walter Bowrey （ウィリアム・ウォルター・ボウリー）というが、本記事では「ビル・ボウリー」（Bill Bowrey）の見出しで記述する。彼には“Tex”（テックス）という愛称もあった。
1968年の全豪選手権男子シングルス優勝者で、テニス4大大会でプロ選手の出場を解禁する「オープン化措置」が実施される直前の、最後の「全豪選手権」で優勝した人である。
ボウリーは長身と長い手足の持ち主で、プレースタイルは当時としてはやや派手であったが、オールラウンド・プレーヤーとして高い人気を持っていた。国際テニス殿堂入りした女子の名選手、レスリー・ターナーの夫としてもよく知られる。

## 経歴
ボウリーは1962年から全豪選手権に出場を始め、1965年から1967年まで3年連続のベスト8に進出した後、1968年の大会で初優勝を飾った。前年の1967年までテニス4大大会の頂点を争っていたオーストラリアのライバル選手たち、ジョン・ニューカムやトニー・ローチなどが「プロテニス選手」に転向したため、1968年初頭にはボウリーがオーストラリアの「アマチュアテニス選手」の第一人者になった。初進出の決勝戦で、ボウリーはフアン・ヒスベルト（スペイン）を 7-5, 2-6, 9-7, 6-4 で破って優勝した。しかし、ボウリーの全豪優勝のすぐ後に、テニス界は4大大会にプロ選手の出場を解禁する「オープン化措置」の実施に踏み切った。テニス界の「オープン化時代」（Open Era）は、1968年の「全仏オープン」から始まる。オープン化措置の実施により、さらに前からプロテニスツアーを回っていた先輩選手たちも4大大会復帰が可能になり、「全仏オープン」ではプロの先輩選手であるケン・ローズウォールとロッド・レーバーが決勝を戦った。アマチュア・トーナメントとしての「全豪選手権」を制したビル・ボウリーは、この後1968年ウィンブルドンで2回戦敗退に終わり（全仏オープン・全米オープンは不参加）、翌1969年から「全豪オープン」となった大会でもベスト8止まりに終わった。
ビル・ボウリーは1968年と1969年の2年間、男子テニス国別対抗戦・デビスカップのオーストラリア代表選手も務めた。しかし、1969年5月23日-25日にオーストラリアが下部グループの「N&C アメリカ」決勝でメキシコ・チームと対戦した時、ボウリーは最終第5試合のシングルス戦でラファエル・オスナに 2-6, 6-3, 6-8, 3-6 で敗れ、オーストラリアは予想外の早期敗退を喫した。この敗戦を最後に、1938年からデ杯のオーストラリア代表監督を務めてきたハリー・ホップマンが31年間の監督経歴に終止符を打ち、デビスカップにおけるオーストラリアの黄金時代が幕を閉じた。ボウリーを激戦で倒したオスナは、それからわずか10日後の6月4日に飛行機事故で急死してしまう。
ボウリーの他の4大大会成績は、全米選手権では1966年にベスト8進出があるが、全仏では「選手権」の1965年と1971年全仏オープンの3回戦、ウィンブルドンでは1966年の4回戦進出が自己最高成績であった。ダブルスでは、1966年のウィンブルドン選手権と1967年の全米選手権で男子ダブルス準優勝と、1966年の全豪選手権で混合ダブルス準優勝があった。男子ダブルスでは両方とも同じオーストラリアのオーウェン・デビッドソンとペアを組み、混合ダブルスのパートナーはロビン・エバーンと組んだ。
ボウリーは「全豪選手権」で優勝した1968年に、同じオーストラリアの女子トップ選手であるレスリー・ターナーと結婚した。ターナーは1963年と1965年の全仏選手権女子シングルス優勝者で、ダブルスでの活躍が多かった名選手である。2人はテニス史上初の「4大大会シングルス優勝者どうしの夫婦」として知られたが、33年後の2001年にアンドレ・アガシとシュテフィ・グラフが2組目になった。